# Ghigo VIII de la Tour-du-Pin
Ghigo VIII de la Tour-du-Pin (1309 – castello de la Perrière, 28 luglio 1333) fu barone de la Tour-du-Pin e delfino del Viennois e conte di Albon, dal 1319 fino alla morte.

## Origine
Ghigo, secondo il De Allobrogibus libri novem, era il figlio primogenito del signore di Coligny, barone de la Tour-du-Pin e delfino del Viennois e conte di Albon Giovanni II (prima del 1277 – 1319) e di Beatrice d'Ungheria, che ancora, secondo il De Allobrogibus libri novem, era figlia del Principe di Salerno e Re titolare d'Ungheria, Carlo Martello d'Angiò e di Clemenza d'Asburgo, che, secondo gli Annales Colmarienses Maiores era figlia del Rex Romanorum, conte d'Asburgo, Conte di Kyburg, langravio di Thurgau e conte di Löwenstein, Rodolfo I d'Asburgo e di Gertrude di Hohenberg.
Giovanni II de la Tour-du-Pin, sempre secondo il De Allobrogibus libri novem, era il figlio primogenito del signore di Coligny, barone de la Tour-du-Pin e delfino del Viennois e conte di Albon Umberto I (1240 c.a. – 1307) e della delfina del Viennois e contessa di Albon, contessa di Grenoble, di Oisans, di Briançon,  di Embrun e di Gap, Anna di Borgogna (1255 – 1299), che ancora secondo il De Allobrogibus libri novem, era la figlia femmina primogenito del delfino del Viennois e conte di Albon, conte di Grenoble, di Oisans, di Briançon, di Embrun e di Gap, Ghigo VII e della Signora di Faucigny, Beatrice, che, secondo il documento n° 407 del Peter der Zweite Graf von Savoyen, Markgraf in Italien, sein Haus und seine Lande, dello storico, Ludwig Wurstenberger, era l'unica figlia del Conte di Savoia, Conte di Richmond e Lord guardiano dei cinque porti, Pietro II e, come ci conferma il documento nº 583 del Peter der Zweite Graf von Savoyen, Markgraf in Italien, sein Haus und seine Lande, dello storico, Ludwig Wurstenberger, della Signora di Faucigny, Agnese, che era la figlia primogenita di Aimone II, signore di Faucigny (discendente dai Signori di Faucigny e dai Conti di Ginevra) e della moglie di cui non si conoscono né il nome né gli ascendenti.

## Biografia

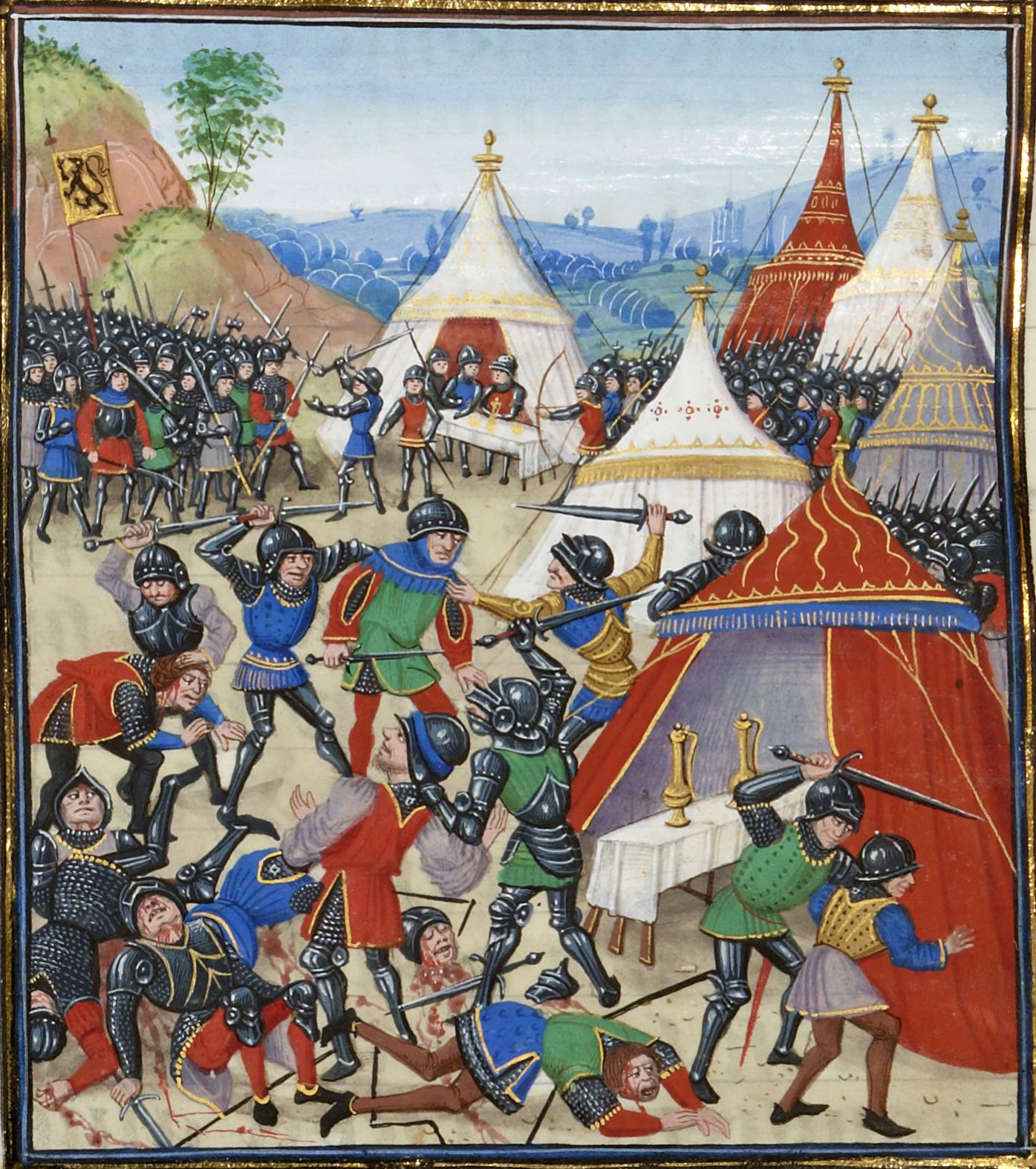
La Battaglia di Cassel

Suo padre, Giovanni II (Dom. Joannes Dalphinus Viennensis et Albonis comes, dominusque de Turre), il 26 agosto 1318, fece testamento indicando Ghigo, suo figlio primogenito, (filium suum Guigonem Dalphini), erede universale, citando anche il secondo figlio, Umberto (filium suum Humbertum fratrem dict. Guigonis), designando il fratello, Enrico, tutore dei figli, e disponendo di voler essere sepolto nella cappella dei Delfini nella chiesa di Sant'Andrea a Grenoble (ecclesia Beati Andreæ Gratianop. capella Dalphinali).
Suo padre Giovanni II, secondo il De Allobrogibus libri novem, morì il 5 marzo 1319 a Pont de Sorgues, durante il viaggio di ritorno da una visita alla corte pontificia di Avignone, di Giovanni XXII; fu sepolto, secondo la sua volontà, accanto all'altare maggiore, nella chiesa di Sant'Andrea a Grenoble.
Gli succedette, sempre secondo le sue volontà, il primogenito, Ghigo, ancora minorenne (circa nove anni), sotto la reggenza dello zio paterno, Enrico.
Dopo la morte del padre, sua madre, Beatrice, si fece suora ritirandosi a Cîteaux.
Suo zio Enrico (1296 – 1328 - detto anche Enrico Delfino, od Enrico del Viennois), vescovo di Metz dal 1316 al 1325, mantenne la reggenza fino al 1323.
Col documento n° XL del Cartulaire municipal de la ville de Montélimar (Drôme), Ghigo conferma la baronia di Montélimar, che era stata concessa dallo zio.
Cavaliere e combattente eccezionale, all'età di soli sedici anni, nella piana di Saint-Jean-le-Vieux (Ain), il 7 agosto 1325, riportò una vittoria schiacciante contro le truppe di Edoardo di Savoia (Bataille de Varey. Lo stesso Edoardo fu fatto prigioniero per breve tempo e dopo la battaglia il conte di Savoia dovette sborsare una somma ragguardevole per il riscatto dei nobili alleati rimasti prigionieri.
L'influenza francese si rafforzò durante il suo regno a seguito del matrimonio con Isabella (1312 – 1348), figlia di Filippo V, re di Francia. Quest'ultimo gli affidò il comando del 7º corpo di battaglia, comprendente 12 insegne, nella battaglia di Cassel (23 agosto 1328) contro i fiamminghi, nella quale i tessitori fiamminghi di Gand furono sgominati dalla cavalleria francese. Per ricompensarlo della sua impresa, Filippo V gli donò la Maison aux Piliers in  place de Grève a Parigi.

Dopo la battaglia di Varey fino alla sua morte Ghigo fu in conflitto quasi permanente con i suoi vicini conti di Savoia..
E fu proprio combattendo contro i Savoia, nell'assedio del castello di la Perrière, presso Saint-Julien-de-Raz, che, colpito in pieno dal tiro di una balestra, morì.; il racconnto dell'assedio, della morte di Ghigo, la cattura e distruzione del castello sono riportati nel La mort d'un chevalier e son descritti anche nel capitolo XXXII delle Les Chroniques de Genève; secondo il De Allobrogibus libri novem, Ghigo fu colpito al fianco da un dardo di balestra e gli rimase in corpo; trasportato al campo, ebbe il tempo per morire da buon cristiano e spirò il 28 luglio 1333; la sua salma fu tumulata nella chiesa di Sant'Andrea a Grenoble e tumulata vicino alla tomba del padre. Non avendo avuto discendenza legittima, a Ghiro VIII succedette il fratello Umberto, barone di Faucigny.

## Matrimonio e discendenza
Nel 1323, secondo il De Allobrogibus libri novem, Ghigo aveva sposato Isabella di Francia, figlia del re di Francia, Filippo V il Lungo e della Signora di Salins, contessa di Borgogna e Chalon e Contessa d'Artois, Giovanna II di Borgogna. Lo zio Enrico, col documento n° VI della Histoire de Dauphiné et des princes, si impegnava a rimettere il governo della contea a Ghigo, il giorno del suo matrimonio. Il primo contratto di matrimonio era stato siglato a Lione, nel 1316 e con una lettera del 1322 (documento n° XIV della Histoire de Dauphiné et des princes), il contratto di matrimonio veniva confermato. Infine col documento n° XV della Histoire de Dauphiné et des princes, veniva stabilita la dote di Isabella, concordata tra Ghigo e lo zio Enrico, da una parte e Isabella e Giovanna II di Borgogna, dall'altra.
Ghigo da Isabella non ebbe figli.
Da un'amante di cui non si conoscono né il nome né gli ascendenti, Ghigo ebbe un figlio:
- Giovanni († dopo il 1349), citato nel testamento dello zio Umberto, datato 1349[24].

### Fonti primarie
- (LA)  De Allobrogibus libri novem.
- (LA)  Peter der Zweite Graf von Savoyen, Markgraf in Italien, sein Haus und seine Lande.
- (LA)  Cartulaire municipal de la ville de Montélimar (Drôme).
- (LA)  Monumenta Germaniae Historica, Scriptores, tomus XVII.
- (LA)  Les Chroniques de Genève.
- (LA, FR)  Histoire de Dauphiné et des princes, tome I.
- (LA, FR)  Histoire de Dauphiné et des princes, Tome II.

### Letteratura storiografica
- (FR)  Histoire generale de Dauphiné. Par Nicolas Chorier
- Michele Ruggiero, Storia della valle di Susa, Alzani Editore, Pinerolo (TO), 1998, ISBN 88-8170-040-9.
- Francesco Cognasso, I Savoia, Ed. Corbaccio, Milano, 2002, ISBN 88-7972-135-6